# Seerenteich
Der Seerenteich ist ein ehemaliger Floßteich an der Bahnstrecke Dresden–Werdau im Tharandter Wald in Sachsen. Er wurde im Seerenbachtal als Wasserreservoir für die Weißeritzflößerei errichtet, diente später der Naherholung und wird heute zur Fischzucht genutzt.

## Geographie
Der Seerenteich liegt auf halbem Wege zwischen Kleindorfhain und Grillenburg am Südrand des Tharandter Waldes. Der Stauraum und der Überlauf befinden sich auf der Gemarkung Grillenburg der Stadt Tharandt, die Staumauer auf der Gemarkung von Dorfhain. Umgeben wird der Teich im Nordwesten vom A-Hübel (400 m), im Süden vom Steinberg (426 m) und im Südwesten vom Zweiten Hübel (420 m). Westlich liegt der Kleine Floßteich.

## Geschichte

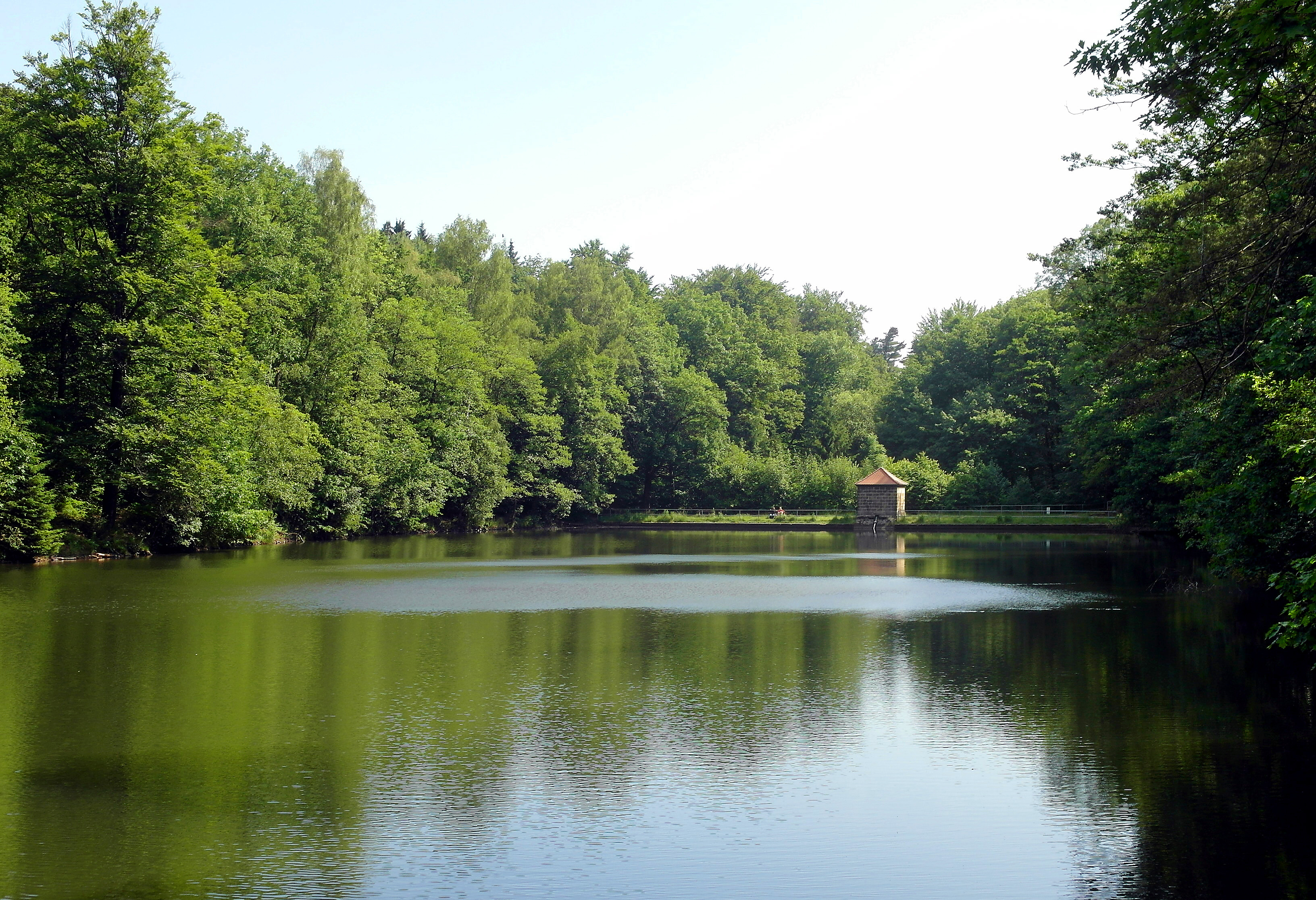
Seerenteich im Tharandter Wald

1717 wurde die Seerenbach durch Zuführung von Wasser aus der Triebisch und dem X-Bach für die Flößerei von Brenn- und Scheitholz nach Dresden ausgebaut. Zur Verstärkung des Wasserdurchflusses wurden Floßteiche angelegt, die bei der größtenteils während der Schneeschmelze im Frühjahr durchgeführten Holzschwemme mit Schwall abgelassen wurden. Der Große Floßteich lag bachaufwärts auf der Einmündung des Floßwassergrabens von der Triebisch, der Kleine Floßteich am Floßwassergraben vom X-Bach; außerdem befand sich noch ein kleinerer Floßteich bachabwärts in einem rechten Seitental. Auch an der Stelle des Seerenteiches bestand einmal ein Teich, der jedoch auf Karten vom Anfang des 19. Jahrhunderts nur noch durch einen alten Damm kenntlich war.
Im Jahre 1828 wurde auf dieser alten Teichstätte der Seerenteich angelegt. Der neue Floßteich wurde nicht in der Bauweise der anderen Floßteiche mit einem Erdschüttdamm angelegt; er wurde mit einer mächtigen Gewichtsstaumauer errichtet, wie sie seinerzeit vor allem bei den Bergwerksteichen gebräuchlich war. Der Seerenteich hatte nach seiner Fertigstellung eine Wasserfläche 24.000 m². Der am Damm bis zu acht Meter tiefe Teich löste damit den Großen Floßteich als Hauptreservoir für den Schwall in die 23 km lange Flößstrecke nach Dresden ab.

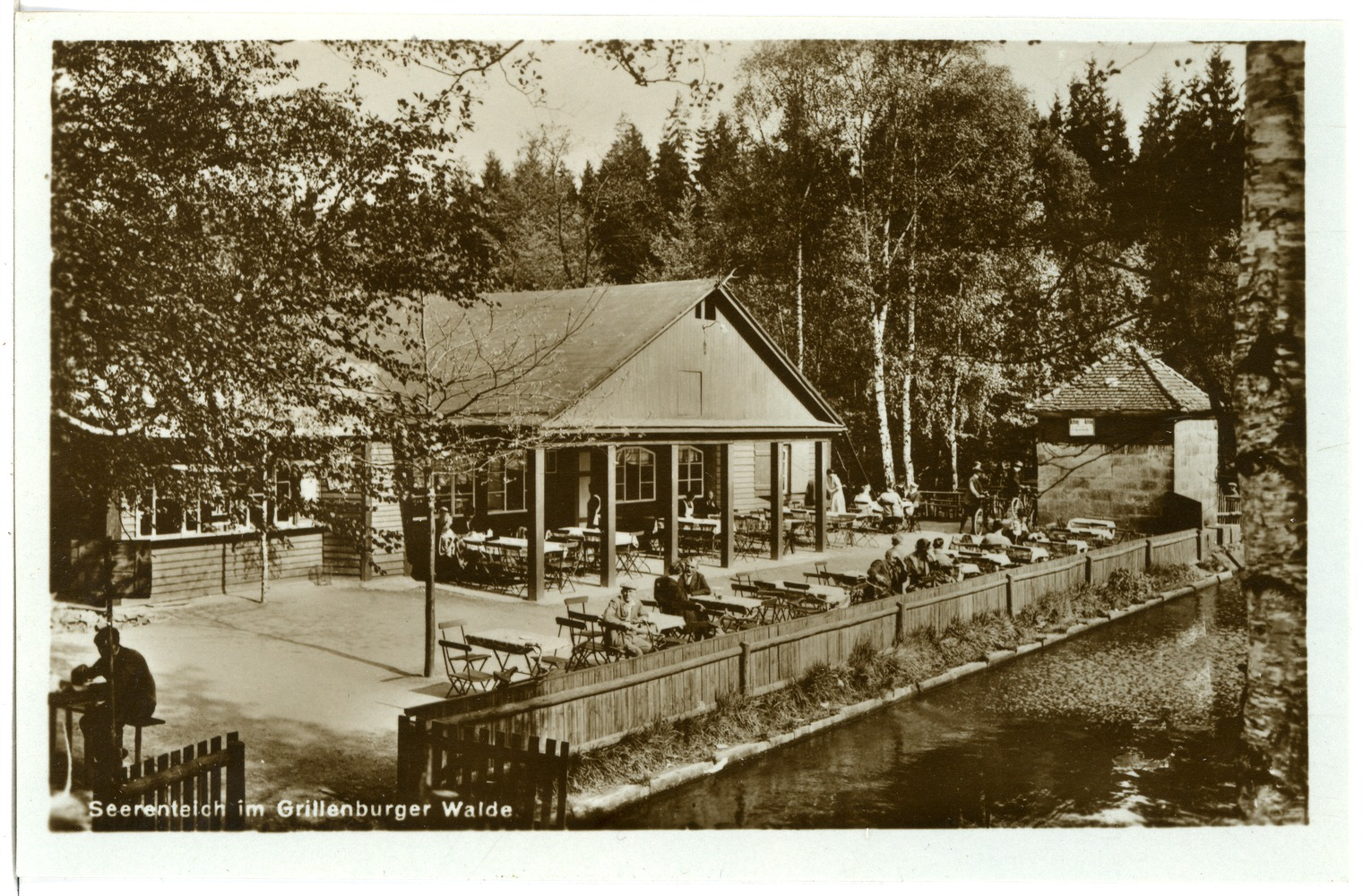
Seerenteichbaude, 1927

Zwischen 1859 und 1862 wurde die Eisenbahnstrecke von Tharandt nach Freiberg durch das Seerenbachtal angelegt. Sie verläuft unmittelbar linksseitig des Seerenteiches. Der Große Floßteich wurde wegen des Eisenbahnbaus abgegraben. 1872 wurde letztmals Holz auf der Seerenbach geflößt. Drei Jahre später wurde die gesamte Weißeritzflößerei aufgegeben, da der Holztransport mit der Eisenbahn vorteilhafter war.
Mit der zum Ende des 19. Jahrhunderts einsetzenden touristischen Erschließung des Tharandter Waldes wurde der Seerenteich zu einem frequentierten Ausflugsziel. Unterhalb des Dammes wurde auf Dorfhainer Flur die Seerenteichbaude errichtet und der Teich vor allem als Gondelteich genutzt.
Nach dem Zweiten Weltkrieg wurde die Seerenteichbaude zu einem Betriebsferienheim, der Seerenteich diente als Bade- und Gondelteich. Ende der 1960er Jahre wurde die heruntergewirtschaftete Seerenteichbaude abgerissen. Damit erlosch auch der Bootsverleih. Als Badeteich wurde der Seerenteich auch weiterhin genutzt. Vom Beginn der 1970er Jahre bis zur Wende war der versteckt im Tharandter Wald und nur von der vorbeifahrenden Eisenbahn einsehbare Teich ein beliebter Treffpunkt von Anhängern der Freikörperkultur.
Seit den 1990er Jahren verlandete der zum Besitz des Freistaates Sachsen gehörige Teich wegen unterlassener Pflege zunehmend.
Durch das Augusthochwasser von 2002 war der Seerenteich fast gänzlich mit Sedimenten verschlämmt. Der Staatsbetrieb Sachsenforst ließ daraufhin den Teich beräumen, die Mauerkrone, das Striegelhaus und den Überlauf instand setzen; außerdem wurde der Zapfen erneuert. Seit 2007 ist der Teich als Fischzucht- und Angelgewässer an die Forellenzucht Tharandt verpachtet.
Von den Floßteichen existieren nur noch der Seerenteich sowie der nach 1990 als Biotop wiederhergestellte Kleine Floßteich.